# John O’Hara

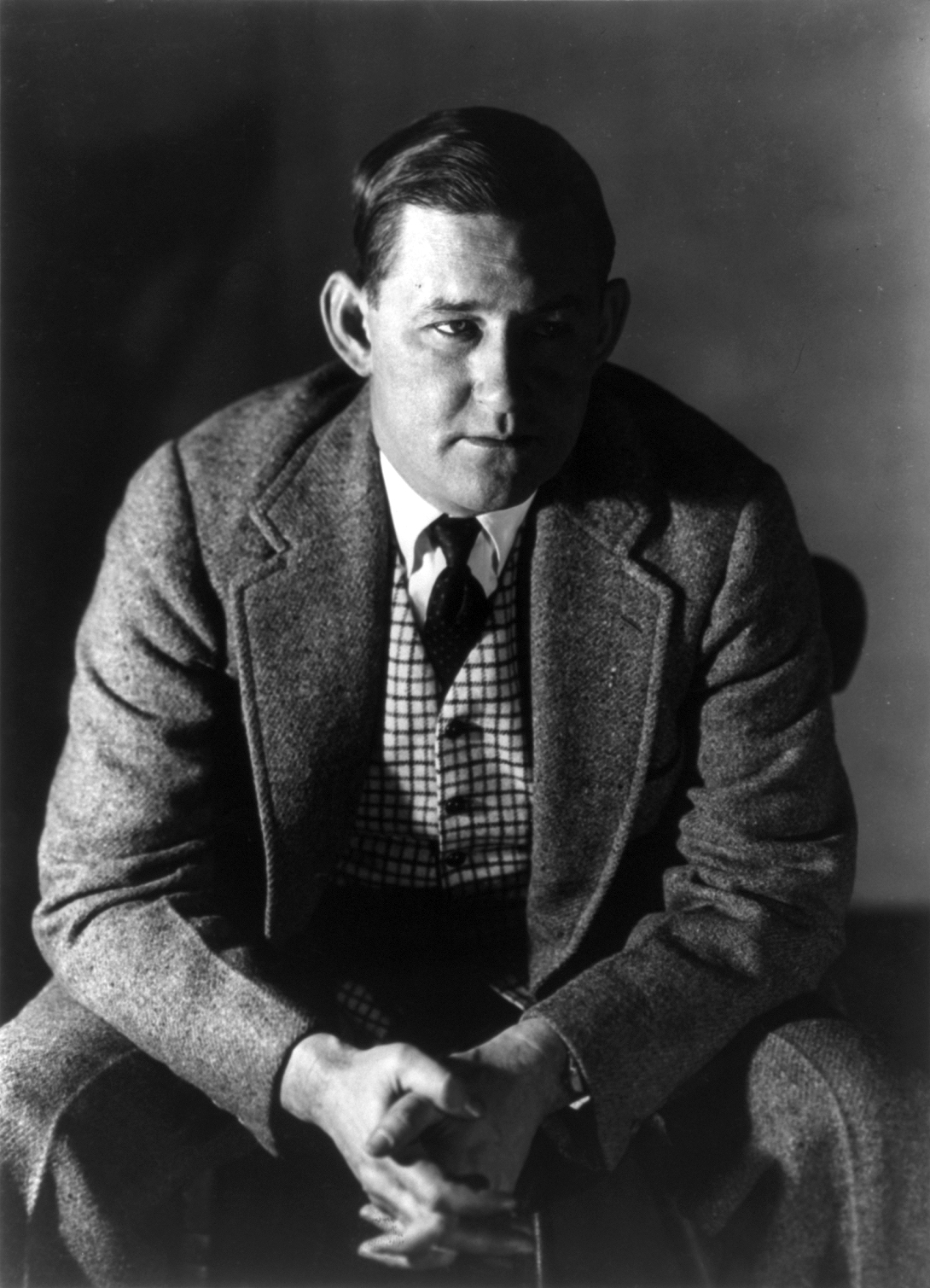
John O'Hara, um 1944

John Henry O’Hara (* 31. Januar 1905 in Pottsville, Pennsylvania; † 11. April 1970 in Princeton, New Jersey) war ein amerikanischer Schriftsteller.

## Leben und Wirken
John O’Hara führte ein unstetes Leben. Er konnte es nie verschmerzen, dass ihm aus finanziellen Gründen ein Studium in Yale verwehrt geblieben war und er sich zunächst mit Jobs durchs Leben hatte schlagen müssen, darunter Tätigkeiten als Mechaniker, Sekretär, Parkwächter, Straßenhändler und Reporter für verschiedene Zeitungen, ehe er in New York begonnen hatte, Kurzgeschichten zu veröffentlichen. Neben seiner schriftstellerischen Arbeit war er außerdem Filmkritiker, Radiosprecher, Presseagent und, nachdem sein Ruf etabliert war, Zeitungskolumnist.
Seit 1928 erschienen über 200 seiner Kurzgeschichten im Magazin The New Yorker und fanden großen Beifall von Seiten der Kritik, die ihn den „amerikanischen Balzac“ nannte. Viele seiner Geschichten spielen in Gibbsville, einer literarischen Version seines Heimatortes Pottsville. Beschrieben wird das Milieu des wohlhabenden amerikanischen Bürgertums mit seinem Klassenbewusstsein und seinen Klassenunterschieden. O’Haras Werke zeichnen sich insbesondere durch einen Sinn für gelungene Dialogführung aus. Der erste Roman-Erfolg wurde 1934 Appointment in Samarra, ein Buch, das überschwänglich von Ernest Hemingway gelobt wurde und das die Selbstzerstörung der Hauptfigur Julian English durch sein rebellisches Verhalten im Umfeld einer amerikanischen Kleinstadt beschreibt. Die beschriebenen kurzen Affären haben durchaus autobiographische Parallelen, die Kater nach durchzechten Nächten und die Schlägereien sind realistisch beschrieben und typisch für die „Hangover-Generation“ der Zeit der Wirtschaftskrise, die sich an altes Statusdenken klammerte, an der veränderten Umwelt aber zerbrach (English begeht am Ende Selbstmord). Sein 1939 geschriebener Briefroman Pal Joey war die Vorlage für ein Musical und mehrere Verfilmungen (u. a. 1940 mit Gene Kelly bzw. 1957 mit Frank Sinatra und Rita Hayworth). 
Während des Zweiten Weltkriegs war O’Hara Kriegsberichterstatter im Pazifik. Es folgten Drehbücher und weitere Romane, wie Ten North Frederick. In den sechziger Jahren galt er als heißer Kandidat für den Literaturnobelpreis, den er jedoch nie bekam. Seit Anfang der fünfziger Jahre schrieb er auch wieder regelmäßig Zeitungskolumnen, in denen er die amerikanische Politik aus eher konservativer Warte kommentierte, was ihm nicht wenig Kritik von Seiten liberaler Intellektueller einbrachte. 
O’Hara starb in Princeton und ließ auf seinem Grabstein ein recht unbescheidenes Epitaph anbringen: „Besser als jeder andere erzählte er die Wahrheit über seine Zeit, die erste Hälfte des zwanzigsten Jahrhunderts. Er war ein Profi. Er schrieb ehrlich und gut.“

## Auszeichnungen und Ehrungen
- 1956 National Book Award für Ten North Frederick
- 1957 Wahl zum Mitglied der American Academy of Arts and Letters[1]

## Werke (Auswahl)

### Romane
- All die ungelebten Stunden („The Ewings“). Droemer Knaur, München 1978, ISBN 3-426-00497-6.
- Begegnung in Samarra („Appointment in Samarra“). Beck, München 2007, ISBN 978-3-406-55751-4 (frühere Titel Treffpunkt in Samara und Treffpunkt Samarra).
- The Big Laugh. Ecco Press, Hopewell, N.J. 1997, ISBN 0-88001-575-6.
- Butterfield 8 („Butterfield 8“). Neuausgabe: Beck, München 2008, ISBN 978-3-406-57033-9.
- Danke für gar nichts („The Instrument“). Droemer Knaur, München 1978, ISBN 3-426-00286-8.
- Elizabeth Appleton („Elizabeth Appleton“). Bastei Lübbe, Bergisch Gladbach 1975, ISBN 3-404-00253-9.
- The Farmer’s Hotel. Bantam Books, New York 1957.
- Files on Parade and other stories. Harcourt Brace, New York 1939.
- Eine leidenschaftliche Frau („A Rage To Live“).  Droemer, München 1965.
- Die Lockwoods. Roman einer Familie („The Lockwood Concern“). Droemer Knaur, München 1979, ISBN 3-426-00239-6.
- Hope of Heaven. A novel of luck and love in Hollywood. Carroll & Graff, New York 1985, ISBN 0-88184-149-8.
- Pal Joey. Prion Publ., London 1999, ISBN 1-85375-343-2 (Nachdr. d. Ausg. New York 1940).
- Portrait im Spiegel („Ourselves to Know“). Ullstein, Berlin 1960.
- The Second Ewings. Bruccoli Clark Books, Bloomfield, Mich. 1977 (posthum erschienen).
- Stolz und Leid. Die Chronik der Familie Chapin („Ten North Frederick“). Bastei Lübbe, Bergisch Gladbach 1975, ISBN 3-404-05110-6.
- Träume auf der Terrasse („From The Terrace“). Droemer Knaur, München 1970.
- Diese zärtlichen wilden Jahre („Lovey Childs. A Philadelphian’s Story“). Droemer Knaur, München 1982, ISBN 3-426-00515-8.

### Kurzgeschichten-Bände
- The Doctor’s Son and Other Stories, 1935
- Pal Joey, 1940

## Verfilmungen
Literarische Vorlage
- 1948: On Our Merry Way
- 1956: Fanfaren der Freude (The Best Things in Life Are Free)
- 1957: Pal Joey
- 1958: Ein Mann in den besten Jahren (10 North Frederick)
- 1960: Telefon Butterfield 8
- 1960: Von der Terrasse (From the terrace)
- 1962: Liebling, ich muß dich erschießen
- 1964: Nymphomania (A Rage to Live)
- 1987: Eine Liebe in Hollywood (Tales from the Hollywood Hills: Natica Jackson)

Drehbuch
- 1940: He Married His Wife
- 1942: Nacht im Hafen (Moontide)
- 1976: Gibbsville